# Скальный ток
Скальный ток (лат. Lophoceros bradfieldi) — вид птиц из семейства птиц-носорогов. Подвидов не выделяют. Распространён в Африке. Видовое название дано в честь южноафриканского фермера, коллекционера и натуралиста Руперта Д. Брэдфилда (англ. Rupert D. Bradfield, 1882—1949).

## Описание
Скальный ток достигает длины около 50 см и массы от 170 до 395 г. У взрослых самцов голова и шея серые. Слабая, более светлая полоса, начинается над глазами и тянется по бокам шеи до затылка. Верхняя часть тела серовато-коричневая. Маховые перья немного темнее остального оперения верхней части тела и имеют бледно-коричневые края. Третья и четвертая пары рулевых перьев с белым кончиком, а остальные рулевые перья с узкой белой каймой. Нижняя часть тела  беловатая. Клюв красновато-оранжевый с узкой жёлтой полосой у основания клюва. Каска над клювом небольшая. Неоперённая кожа вокруг глаз и на небольшом участке на горле тёмно-серого цвета. Радужная оболочка бледно-оранжевая, а ноги чёрные. Оперение самок похоже на оперение самцов. Однако каска немного короче и меньше, чем у самца. Голая кожа на горле тускло-бирюзового цвета. Молодые особи похожи на взрослых, но имеют еще более мелкие и светлые клювы.

## Вокализация
Голос. Пронзительные, громкие, свистящие звуки, издаваемые либо отдельными нотами (например, при тревоге); либо сериями, высота тона и громкость которых то повышаются, то понижаются, но темп только увеличивается, «pi-pi-pi pi-pi-pi pi-pi-pi-pieeu», и могут сопровождать демонстрацию или произноситься при беспокойстве.

## Распространение и места обитания
Скальный ток распространён на юге Африки: юг и юго-восток Анголы, северо-восток Намибии, юго-запад Замбии, север Ботсваны и запад Зимбабве. Естественными местами обитания являются листопадные леса с преобладанием деревьев родов Baikiaea, Guibourtia и Птерокарпус (Pterocarpus) на песчаных почвах и прилегающие массивы высокоствольных лесов мопане (Colophospermum mopane), реже в лесах Burkea–Комбретум (Combretum); во время кочёвок охватывает широкий спектр соседних местообитаний, от травянистых или древесных акациевых саванн до прибрежных лесов.

## Биология
Скальный ток ведёт оседлый и территориальный образ жизни в период размножения. В сухой сезон (май — сентябрь в Замбии) образует разрозненные стаи численностью до 70 птиц, которые кочуют в поисках пищи; ещё более масштабные перемещения отмечены в Зимбабве.

### Питание
Скальный ток кормится преимущественно среди листвы и ветвей, но в сухие зимние месяцы регулярно прыгает по земле и роется, особенно в навозе, в поисках пищи. В этот сезон часто образует кочевые стаи, которые могут концентрироваться вокруг водопоев, на открытых участках, богатых термитами (например, Hodotermes), или вокруг зарослей кротона (Croton megalobothrys) на лугах. Иногда присоединяется к смешанным птичьим стаям. В состав рациона входят в основном членистоногие, такие как жуки и термиты, а также саранча, богомолы, муравьи, клопы и личинки насекомых, в сухой сезон с мая по август рацион дополняется различными семенами (особенно Guibourtia coleosperma); в сезон дождей питается также лягушками, ящерицами и плодами (например, Sterculia quinqualoba). 

### Размножение
Сезон размножения приходится на сезон дождей (сентябрь — декабрь), с пиком в ноябре в Зимбабве. Моногамны, но, вероятно, территориальны только в период гнездования. Гнездо располагается в естественной полости дерева или скалы, всегда с выходным отверстием. Самец приносит в гнездо подкладку из коры. Самка забирается в гнездо и запечатывает вход по крайней мере за десять дней до начала кладки. В кладке три белых яиц, размером 39x26,7 мм. Точные сроки инкубационного периода не определены, но проходит по крайней мере 38 дней от запечатывания входа в гнездо до выклева птенцов. В период нахождения в гнезде самка линяет; маховые и рулевые перья меняются одновременно, но вылетает из гнезда через 32 дня, чтобы помочь самцу доставлять пищу в гнездо (раз в 1—2,5 часа). Птенцы оперяются по крайней мере через 48 дней.